# Mystici Corporis Christi
Mystici Corporis Christi est une encyclique, promulguée par le pape Pie XII le 29 juin 1943 (durant la Seconde Guerre mondiale), qui traite notamment de la définition de l'Église, notamment comme « corps mystique du Christ » : l'Église est une communauté organique visible dont la tête est le Christ.
L'Église est appelée « le corps » du fait de son entité vivante ; elle est appelée « le corps du Christ » car le Christ en est la tête et le fondateur ; elle est appelée « le corps mystique » car elle n'est ni purement physique, ni une unité purement spirituelle, mais elle est « surnaturelle ».

## Contexte
L'encyclique se construit sur un développement théologique dans les années 1920 et 1930 en Italie, en France, en Allemagne et en Angleterre, où est redécouverte la notion ancienne pauline du Corps mystique du Christ. 
«  Nous croyons de Notre devoir de vous entretenir de ce sujet dans cette Lettre encyclique, en développant spécialement ce qui concerne l'Église militante. Nous sommes poussé à le faire par la grandeur exceptionnelle de cette doctrine, et aussi par les circonstances du temps où nous vivons. »
Pie XII utilise ces nouvelles découvertes et, avec autorité, y ajoute ses directives, comme le dira le jésuite hollandais Sebastiaan Tromp.

## Les apôtres et les évêques
L'encyclique déclare que le Christ, tandis qu'il était sur la Terre, instruisait selon le précepte, le conseil et les avertissements "dans les mots qui ne décéderont jamais et seront l'esprit et la vie" pour tous les hommes de tous les temps. Il confère un pouvoir triple sur ses Apôtres et leurs successeurs, d'enseigner, diriger, mener les hommes à la sainteté, faisant ce puissance, définie selon des ordonnances spéciales, des droits et des obligations, la loi fondamentale de l'Église entière.

## Erreurs et condamnations

### Mort des handicapés
"[A]vec une profonde affliction Nous voyons les êtres difformes, déments ou affectés de maladies héréditaires, comme un fardeau importun pour la société, privés parfois de la vie; et cette conduite est exaltée par certains comme s'il s'agissait d'une nouvelle invention du progrès humain, tout à fait conforme à l'utilité générale. Or, quel homme de cœur ne comprend pas qu'elle s'oppose violemment non seulement à la loi naturelle et divine inscrite au cœur de tous, mais aussi au sentiment de tout homme civilisé ? Le sang de ces êtres, plus chers à notre Rédempteur précisément parce qu'ils sont dignes de plus de commisération, crie de la terre vers Dieu."

### Les conversions forcées
Le pape Pie XII condamne les conversions forcées.

### Ecclésiologie
Mystici Corporis rejette deux vues extrêmes de l'église:
1. Une compréhension rationaliste ou purement sociologique de l'Église, selon laquelle elle est simplement une organisation humaine avec des structures et des activités. L'Église visible et ses structures existent vraiment mais l'Église est plus, elle est guidée par l'Esprit Saint : "Ces éléments juridiques, il est vrai, sur lesquels l'Eglise, elle aussi, s'appuie et qui la composent, proviennent de la constitution divine donnée par le Christ et servent à atteindre la fin surnaturelle ; néanmoins ce qui élève la société chrétienne à un degré qui dépasse absolument tout l'ordre de la nature, c'est l'Esprit de notre Rédempteur qui, comme source des grâces, des dons et de tous les charismes, remplit à jamais et intimement l'Eglise et y exerce son activité"[6].
2. Une compréhension exclusivement mystique de l'Église est aussi une erreur, parce qu'une union mystique "le Christ est en nous"  déifierait ses membres et signifierait que les actes des Chrétiens sont simultanément les actes du Christ. Le concept théologique Una mystica persona (une personne mystique) ne se réfère pas à une relation individuelle, mais à l'unité du Christ avec l'Église et l'unité de ses membres avec Lui en elle[7].

### Mariologie
L'encyclique se termine sur un résumé de la mariologie du pape. Le dogme de 1854 de l'immaculée conception de Pie IX a défini la Vierge, conçue sans péché, en tant que mère de Dieu. Pie XII ajoute : Marie dont l'âme sans péché fut remplie de l'esprit divin de Jésus-Christ, au-dessus de toutes les âmes créées, au nom de "l'entière race humaine", a donné son consentement "pour un mariage spirituel entre le fils de Dieu et la nature humaine", élevant ainsi la nature humaine au-delà du domaine purement matériel.

## Influence
L'encyclique Mystici Corporis Christi n'a pas attiré l'attention durant la Seconde Guerre mondiale ; elle a acquis son influence après le conflit.

### Paul VI
Le pape Paul VI a cité Mystici Corporis de Pie XII mot pour mot dans sa première encyclique Ecclesiam Suam : "considérez, alors, cette énonciation splendide de Notre prédécesseur : 'la doctrine du Corps du Christ Mystique, qui est l'Église, est une doctrine révélée à l'origine des lèvres du Rédempteur Lui-même.' " Le pape Paul VI continue : "nous voulons prendre cette invitation et le répéter dans cette encyclique, car Nous le considérons opportun et urgent et approprié pour les besoins de l'Église en notre jour." 

### Vatican II
Le concile Vatican II a défini que l'Église subsiste dans (subsistit in) le Corps du Christ. Cela a incité quelques théologiens à relativiser l'identification de Église catholique avec le Corps du Christ.
Après une confusion sur la signification de "subsistit in", en 2007 le Vatican a clarifié sa position comme étant identique à celle de Pie XII, conduisant les théologiens du concile tel Joseph Ratzinger et Henri de Lubac à s'exprimer sur le sujet,.